# Mandala Tayde
Mandala Tayde (née le 27 avril 1975 à Francfort) est une actrice allemande qui travaille en Italie et en Allemagne.
Mandala Tayde a été élevée à Francfort par des parents Germano-indiens. Elle a commencé une carrière de mannequin à l'âge de 13 ans, pour une campagne pour des produits de beauté. Après des cours d'art dramatique à Londres elle s'est installée en 1997 en Italie et elle y a joué dans le film Fire works qui a rapporté 36 million d'euros. En outre elle a aussi joué dans un film indien.
Mandala Tayde est devenue célèbre en Allemagne pour son rôle d'Aylin, l'héroïne du téléfilm Mariage à la turque (Meine verrückte türkische Hochzeit), où elle jouait avec Florian David Fitz. Ce rôle lui a valu un prix Adolf Grimme en 2007. À la fin des années quatre-vingt-dix elle a joué le rôle de la princesse Amina dans le téléfilm en trois parties Le Désert de feu avec Anthony Delon, une coproduction franco-italo-allemande. En outre elle a joué avec Kabir Bedi pour Le retour de Sandokan.
Elle a un fils appelé Leon.

## Filmographie
- 2009 : Wilsberg : Nadja
- 2009 : Tatort : Rojin Lewald
- 2008 : Il commissario Montalbano : Rachele Estermann
- 2008 : La pista di sabbia : Rachele Estermann
- 2008 : Einsatz in Hamburg : Selay Sendal
- 2007 : Papa et moi : Sofia Quenionez
- 2006 : Ein Fall für den Fuchs : Frau Omari
- 2006 : H2Odio (tv)H2Odio : Nicole
- 2006 : Mariage à la turque : Aylin
- 2005 : Das Traumhotel : Sowiemon
- 2004 : A/R andata+ritorno : Cameriera Bar Pinotxo
- 2003 : Küssen verboten, baggern erlaubt : Loretta
- 2003 : Denninger - Der Mallorcakrimi : Teresa Chito
- 2002 : Brigade du crime : Carmen Rubio
- 2002 : Cœurs solitaires : Carmen Rubio
- 2002 : Klinik unter Palmen : Sœur Desiree
- 2001 : Santa Maradona : Lucia
- 2001 : Dil Chahta Hai : elle-même
- 2001 : I giorni dell'amore e dell'odio
- 2001 : Il terzo segreto di Fatima : Sœur Isabel
- 2000 : Tödliche Wildnis - Sie waren jung und mussten sterben : Anna
- 2000 : Liebe pur : Sezen Tashan
- 1999 : Coup de foudre (Amore a prima vista) de Franco Rossi : Roberta
- 1999 : Tre stelle : Iris Cavalcanti
- 1998 : Il cuore e la spada : Brangäne
- 1997 : Le Désert de feu (Deserto di fuoco) d'Enzo G. Castellari : Amina
- 1997 : Fuochi d'artificio de Leonardo Pieraccioni : Demiu
- 1996 : Le retour de Sandokan : Lady Dora Parker